# Ruta Provincial 8 (Santa Cruz)
La Ruta Provincial 8 es una carretera de Argentina en la provincia de Santa Cruz. Su recorrido total es de 8 km completamente de asfalto. Teniendo como extremo sur a la Ruta Provincial 11 y al norte Puerto Bandera a orillas del Lago Argentino.
Es una ruta de excursiones turísticas que provienen desde la ciudad de El Calafate ubicada a 40 km.